# Harmothoe imbricata

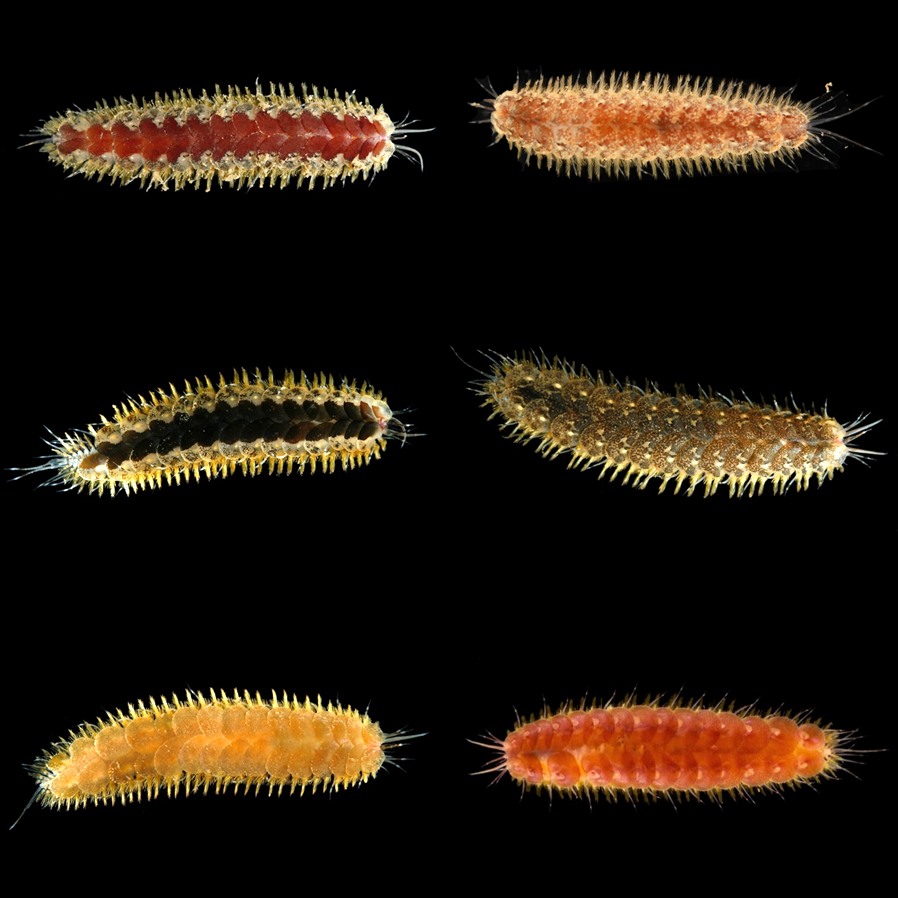
Цветовые вариации

Harmothoe imbricata (лат.) — вид морских многощетинковых червей (Polychaeta) семейства Phyllodocidae. В ископаемом виде неизвестны.

## Внешний вид и строение
До тела до 6,5 см, оно включает до 39 сегментов. Harmothoe imbricata имеет ряд цветовых вариаций, благодаря по-разному пигментированным чешуйкам. Простомиум красный, как и у многих других видов Polynoidae, и имеет пару отчетливых пиков на своем переднем крае. У них 15 пар чешуек, которые имеют небольшие конические бугорки по всей своей поверхности. В дополнение к ним могут быть более крупные округлые бугорки на задней части чешуек, но это не всегда так.

## Сходные виды
Harmothoe imbricata похож на ряд других видов Polynoidae. Но его можно отличить от большинства из них по положению передних глаз. Большинство других похожих видов Polyonidae имеют переднюю пару глаз в самой широкой (срединной) части простомиума, в то время как H. imbricata и Harmothoe antilopes имеют переднюю пару глаз в самой передней части простомиума. Harmothoe antilopes можно отличить от H. imbricata по его чешуйкам, где небольшие бугорки на его поверхности заканчиваются колючей короной, и по краю чешуи, которая снабжена длинными сосочками, чего нет у H. imbricata.

## Биология, экология и поведение
Harmothoe imbricata может быть свободноживущим или жить как комменсал в трубках оседлых кольчатый червей или раковинах раков-отшельников. Похоже, он всеяден. Размножение происходит зимой, и яйца вынашивает самка, пока личинки не научатся плавать.

## Распространение и место обитания
Вид встречается во всех океанах от тропических до полярных вод. Обитает среди камней и водорослей в приливно-отливной зоне, но может быть обнаружен и на илистых отложениях на глубине до 300 метров.